# Pablo Virgilio Siongco David
Pablo Virgilio "Ambo" Siongco David (nascut el 2 de març de 1959) és un prelat catòlic filipí que serveix com a bisbe de Kalookan des de 2016. Va ser bisbe auxiliar de San Fernando des de 2006 fins a 2015. Ha estat president de la Conferència de Bisbes Catòlics de les Filipines des del 2021. El papa Francesc el va nomenar cardenal el 7 de desembre 2024.
Prefereix ser conegut pel seu sobrenom "Ambo" o "Apu Ambo", que significa "avi Ambo".

## Biografia

### Primers anys i educació
Pablo Virgilio David va néixer a Betis, Guagua, Pampanga, el 2 de març de 1959. És el 10è dels 13 fills de Pedro David i Bienvenida Siongco. Un dels seus germans és el sociòleg i intel·lectual públic Randy David. Va determinar d'hora la seva vocació i va demanar assistir al seminari menor als deu anys. Va assistir al Seminari Menor Mare del Bon Consell a San Fernando, Pampanga per a la seva educació secundària. Va obtenir la llicenciatura en Pre-Divinitat per la Universitat Ateneo de Manila, el seu màster en Teologia per l'Escola de Teologia de Loyola. Durant els seus anys d'estudiant va participar en manifestacions contra la dictadura de Marcos.

### Sacerdot
David va ser ordenat sacerdot de l'arxidiòcesi de San Fernando per l'arquebisbe de Lingayen-Dagupan Oscar Cruz el 12 de març de 1983. Va treballar primer durant un any com a pastor ajudant, on va continuar les seves activitats polítiques antigovernamentals. Després va esdevenir director del Seminari del Consell de la Mare de Déu fins al 1986. De 1986 a 1991, va estudiar a l'estranger, obtenint una llicència i després un doctorat en teologia sagrada a la Universitat Catòlica de Lovaina, escola que va triar per la seva reputació "progressista", i va estudiar a l'Escola bíblica i arqueològica francesa de Jerusalem, on va aprendre arameu per permetre'l continuar el seu treball erudit sobre el Llibre de Daniel.
En tornar a les Filipines, David va ocupar diversos càrrecs de lideratge i ensenyament al seminari arxidiocesà de San Fernando. L'any 2002 va esdevenir director del Departament de Teologia del seminari, tot i que continuava ensenyant la Sagrada Escriptura. També l'any 2002 va ser elegit vicepresident de l'Associació d'Erudits Bíblics Catòlics de Filipines i vicepresident de les xarxes d'apostolat de mitjans de l'arxidiocesà.

### Bisbe i cardenal
El 27 de maig de 2006 va ser nomenat pel papa Benet XVI bisbe auxiliar de San Fernando i bisbe titular de la Guardialfiera.Va ser consagrat com a bisbe per l'arquebisbe de Manila, cardenal Gaudencio Borbon Rosales, amb l'arquebisbe de San Fernando Paciano Aniceto i l'arquebisbe de Jaro Angel Lagdameo com a co-consagradors.
El 2008, David va ser un dels cinc bisbes elegits per la Conferència Episcopal de Filipines (CBCP) per assistir al Sínode dels Bisbes sobre la Paraula de Déu a l'octubre. També va recuperar el control del santuari d'Apung Mamacalulu dels interessos privats que posseïen el lloc de la capella i l'estaven comercialitzant. El va convertir en un lloc de pelegrinatges populars i hi va iniciar la celebració de la missa, que abans havia estat prohibida.
El Papa Francesc va nomenar David bisbe de Kalookan el 14 d'octubre de 2015, i David hi va ser instal·lat a la catedral de Sant Roc el 2 de gener de 2016. També va assumir les responsabilitats de pastor de la catedral. parròquia.
Ha servit com a membre de la Comissió Episcopal d'Apostolat Bíblic del CBCP, i va ser elegit per a un mandat de quatre anys com a vicepresident d'aquesta organització el desembre de 2017.
David ha estat un crític de la guerra contra les drogues del president Rodrigo Duterte. El 19 de juliol de 2019, el PNP–Grup d'Investigació i Detecció Criminal va presentar denúncies contra David, els bisbes Honesto Ongtioco i Socrates Villegas i membres de l'oposició per "sedició, ciberdifamació, difamació, estafa , acollir un criminal i una obstrucció a la justícia". Els càrrecs es van retirar el 2020.
El 2019, la Universitat de Manila li va atorgar el premi Buka Palad pel seu servei als pobres i la seva defensa per lluitar contra la justícia social.
David va ser elegit president del CBCP pels seus 130 membres el 8 de juliol de 2021, succeint a l'antic president l'arquebisbe Romulo Valles l'1 de desembre de 2021.
El 2023, David va ser elegit com a representant asiàtic a la Comissió d'Informació de 7 membres del Sínode dels Bisbes d'aquell any El 2024, David va ser elegit vicepresident de la Federació de Conferències Episcopals d'Àsia a la reunió del comitè central a Bangkok, succeint a l'arquebisbe Malcolm Ranjith.
El 6 d'octubre de 2024, el papa Francesc va anunciar que planejava fer de David cardenal i el va elevar al consistori del 7 de desembre. David va ser nomenat cardenal prevere de Trasfigurazione di Nostro Signore Gesù Cristo. És el desè filipí a unir-se al Col·legi Cardenalici, el tercer filipí nomenat cardenal pel papa Francesc, el primer filipí convertit en cardenal encara que no era arquebisbe, i el primer cardenal de la diòcesi de Kalookan. Es troba en la posició rarament vista d'un cardenal que és sufragània d'un altre cardenal, l'arquebisbe de Manila Jose Advincula. De la mateixa manera que s'havia negat a utilitzar el títol "Excel·lència" que normalment s'atorga a un bisbe, com a cardenal va dir que estava "escandalitzat" per l'ús del títol "Eminència" per als cardenals i esperava que fos abolit. Ha dit que no espera cap nova assignació, més aviat romandre com a bisbe de Kalookan.
El 23 d'octubre de 2024, el Sínode dels Bisbes va escollir David membre del Consell Ordinari de la Secretaria General del Sínode.
Durant una homilia a Simbang Gabi el 24 de desembre de 2024, David va criticar la guerra d'Israel a Gaza , dient que l'Israel bíblic és diferent de l'Estat d'Israel i que "si la Sagrada Família busqués una fonda avui, no es quedaria a Betlem però sí a la Franja de Gaza i trobar una casa ensorrada on donar a llum el Fill de Déu".
El 12 de gener de 2025, el papa Francesc el va nomenar membre del Dicasteri per a la Doctrina de la Fe.

## Escrits
David és autor de diverses obres de teologia popular.
Amb la seva coeditora Nina LB Tomen ha creat tres volums centrats en Angeles City , un sobre la devoció centrada en l'estàtua que representa l'enterrament de Jesucrist conegut com Apung Mamacalulu, Apung Mamacalulu: The Santo Entierro of Angeles City; un altre sobre religió popular al nucli antic del Betis; i una sobre Holy Rosary Parish Church, Pisamban Maragul: The Living Church of Angeles City, dissenyada per ser presentada al Papa Francesc en la seva visita a les Filipines el gener de 2015. David va dir: "El Papa sap bé que moltes esglésies antigues del patrimoni a Europa. s'han convertit pràcticament en esglésies mortes o en purs museus. El llibre no tracta només d'un edifici vell; Les seves 350 pàgines incloïen documents d'arxiu, memòries de parroquians i fotografies rares. Es referia a l'estructura de l'església i al seu mobiliari, però també documentava expressions no materials de fe que mereixen conservar-se: devocions populars, ritus, rituals, tradicions, música sacra i altres formes no materials de fe.
També amb Tomen, The Gospel of Mercy Segons Juan/a (Makati City, Filipines: St. Pauls Philippines, 2016). El Juan/Juana del títol fa referència a qualsevol persona corrent, home o dona. Una col·lecció d'assajos de cadascun dels autors, amb un prefaci en coautor.